# 奧蒂茲市 (委內瑞拉)

奧蒂茲市（西班牙語：Municipio Ortiz），是委內瑞拉的一個市，位於該國中部瓜里科州，首府設於奧蒂茲，海拔高度200米，面積4,129平方公里，2001年人口18,377，人口密度每平方公里4.5人。